# Bibliotheca Ulpia
A Bibliotheca Ulpia, a Traianus római császár által megrendelt könyvtár i. sz. 107 és 112 között épülhetett Róma történelmi központjában, Traianus fóruma közelében.

## Leírása
Alexandria és Pergamon után a Bibliotheca Ulpia (ahogy neve a Historia Augusta-ból ismeretes) az ókor leghíresebb könyvtárai közé tartozott, és az egyetlen római könyvtár volt, ami legalább az 5. század közepéig fennmaradt. Ekkor említi ugyanis Sidonius Apollinaris (Levelei, IX.16.3), akinek a szobrát itt állíttatta fel apósa, Avitus római császár. Venantius Fortunatus is ír arról (VI.8), hogy Vergilius műveiből tartottak felolvasást Traianus fórumán 576 körül, amire talán szintén a könyvtárban kerülhetett sor.
A korábbi császári könyvtárak hagyományait követve a latin és a görög nyelvű műveket külön helyezték el, ebben az esetben a Basilica Ulpia hátfalához csatlakozó két szárnyban, amelyek egy kis udvart fogtak közre, ahol Traianus oszlopa állt. A két könyvtárépület emeleti teraszai azt a célt is szolgálták, hogy a diadaloszlop domborművei megtekinthetők legyenek, hiszen a talaj szintjéről azok nem igazán kivehetők. 
Az épületegyüttesnek csak a törmelékei maradtak fenn, de ebből gondos munkával rekonstruálni lehetett valószínű eredeti képét. Az épület felső szintjének magassága az alsónak háromnegyede lehetett, amint azt Vitruvius is előírta a bazilikákkal kapcsolatban (V.1). A falakon 36 fülkében, azokban faszekrényekben voltak elhelyezve a könyvtekercsek, becslések szerint tízezer körül mindkét épületben.
A fennmaradt részletekből is megállapítható, hogy a könyvtárépület drága anyagait messze földről, Egyiptomból, Numidiából, Kis-Ázsiából importálták.

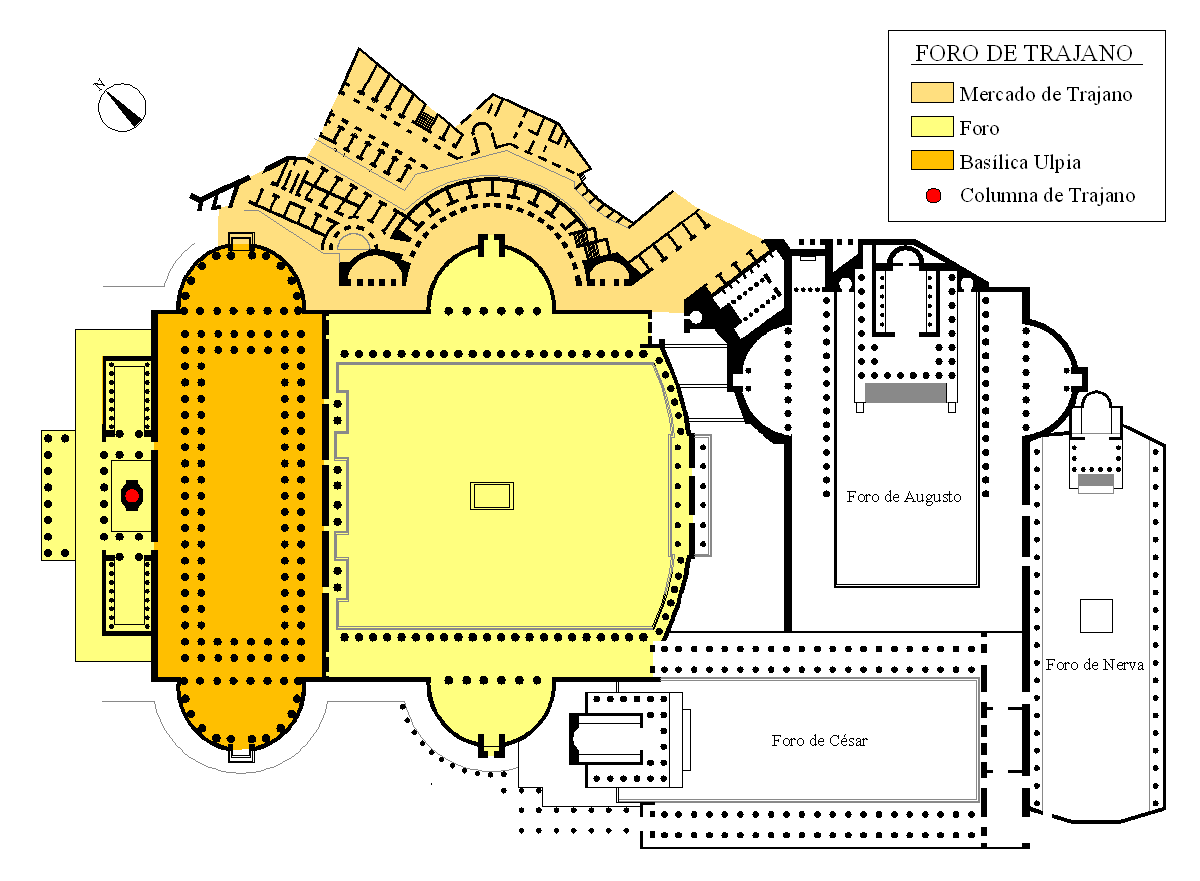
Traianus fórumának alaprajza. Balra piros pont Traianus oszlopa, két oldalán a könyvtár épületei
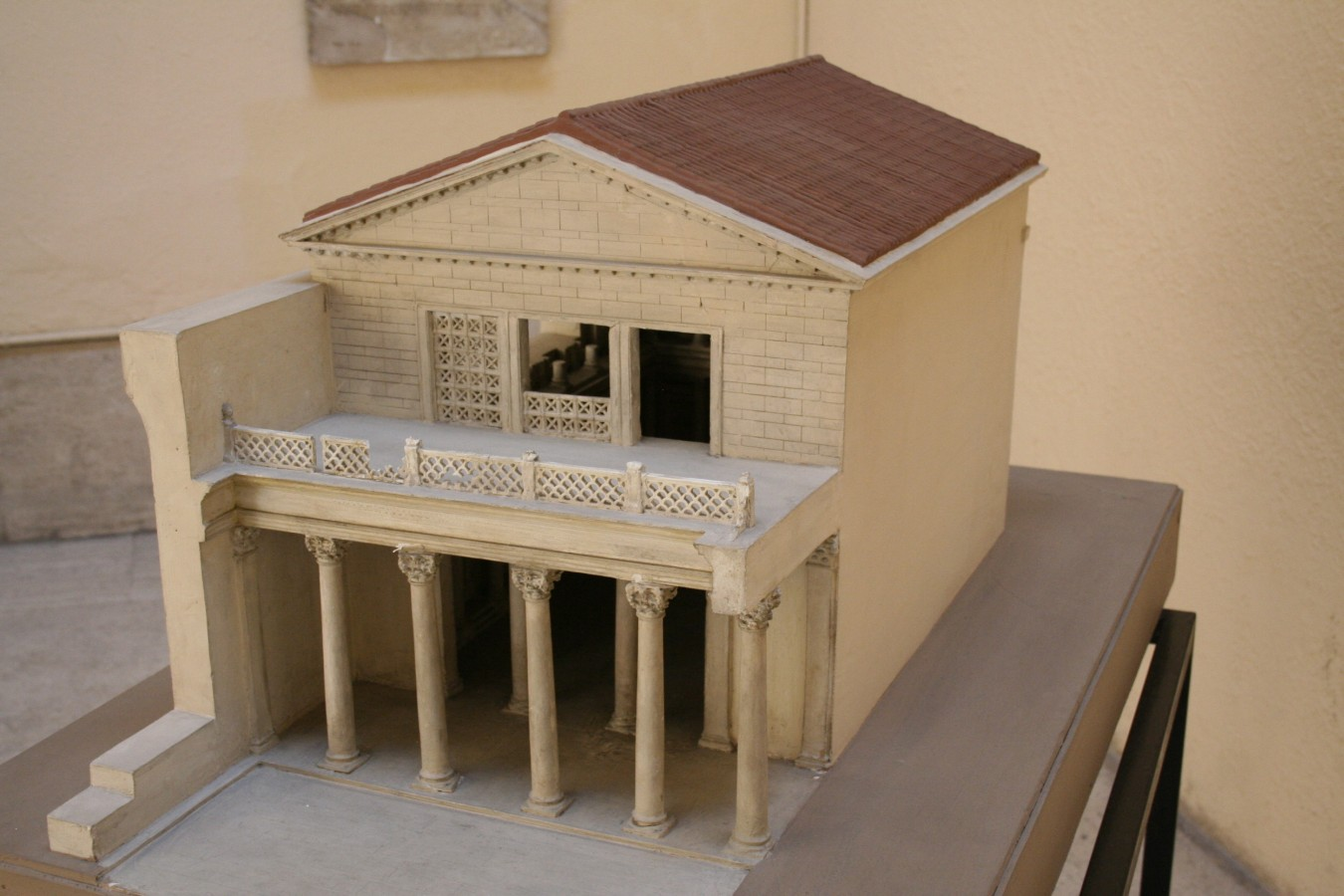
A könyvtár egyik szárnya a Traianus-oszlopra néző terasszal (makett)